# David Fink (Fußballspieler)
David Fink (* 10. Jänner 1991 in Graz) ist ein ehemaliger österreichischer Fußballspieler.

## Karriere

### Verein
Fink begann seine Karriere beim USV Gnas. Zur Saison 2005/06 wechselte er in die Akademie des Grazer AK. Im März 2008 spielte er erstmals für die zweite Mannschaft der Grazer in der Landesliga. Im März 2009 kam er gegen den SV Spittal/Drau zum ersten Mal für die erste Mannschaft in der Regionalliga zum Einsatz. Im Oktober 2012 war der GAK insolvent und stellte den Spielbetrieb ein, woraufhin Fink den Verein verlassen musste.
Daraufhin wechselte er im Jänner 2013 zum ehemaligen Ligakonkurrenten USV Allerheiligen. Für Allerheiligen kam er bis zum Ende der Saison 2012/13 zu 13 Einsätzen in der Regionalliga. Zur Saison 2013/14 wechselte er zum Zweitligisten Kapfenberger SV. Sein Debüt in der zweiten Liga gab er im Juli 2013, als er am ersten Spieltag jener Saison gegen den SKN St. Pölten in der Startelf stand. Bis Saisonende kam Fink zu 14 Zweitligaeinsätzen für die KSV.
Zur Saison 2014/15 schloss er sich dem Regionalligisten SC Kalsdorf an. In drei Spielzeiten bei den Kalsdorfern machte er 80 Regionalligaspiele und erzielte dabei sieben Tore. Zur Saison 2017/18 kehrte er zum viertklassigen USV Gnas zurück, bei dem er einst seine Karriere begonnen hatte. Im Sommer 2020 beendete er seine Karriere als Fußballspieler.
In einem Interview im April 2020 gab Fink bekannt in Gnas zu leben, an der FH Joanneum biomedizinische Analytik zu studieren und nebenbei in einer Hofer-Filiale zu arbeiten. Sein jüngerer Bruder Oliver (* 1993) ist ebenfalls im Fußballsport aktiv, brachte es jedoch nie über den Amateurbereich hinaus. Beim USV Gnas spielte er unter anderem an der Seite seines Bruders, aber auch seines Cousins Albert Fink (* 1997).

### Nationalmannschaft
Fink absolvierte im April 2007 ein Spiel für die österreichische U-17-Auswahl.